# آمفیبولیت
آمفیبولیت (انگلیسی: Amphibolite) نوعی سنگ دگرگونی است که دارای آمفیبول، هورنبلند و اکتینولیت است. ترکیب بلوری آذرین ژرف‌توده‌ای که عمدتاً از از آمفیبول و هورنبلند ساخته شده باشد، هورنبلندیت نام دارد. سنگ‌هایی که دارای بیش از ۹۰ درصد آمفیبول و خمیره فلدسپات لامپروفیر نام دارند.